# BMT Jamaica Line
Pour les articles homonymes, voir Jamaica.

Les services desserte J et desserte Z desservent l'ensemble du tracé tandis que la desserte M ne circule qu'à l'ouest de la station Myrtle Avenue.

La BMT Jamaica Line est une ligne (au sens de tronçon du réseau) aérienne du métro de New York qui dessert les arrondissements de Brooklyn et du Queens. Elle est issue de l'ancien réseau de la Brooklyn-Manhattan Transit Corporation (BMT). Rattachée à la Division B, son tracé s'étend de la station 121st Street dans le Queens, où elle rejoint la BMT Archer Avenue Line à la station de Marcy Avenue située dans le quartier de Williamsburg à Brooklyn. 

## Histoire
Le premier tronçon de la ligne fut inauguré le 2 février 1885, et la section, achevée en 1918 compte 24 stations. La ligne possède ainsi la plus vieille structure aérienne de l'ensemble du réseau, issue de l'ancien Brooklyn Elevated Railroad, mais aussi la plus récente puisque la rampe d'accès à la Archer Avenue Line a été inaugurée en 1988.
À l'époque où la BMT opérait la ligne, les trains circulaient dans les directions « est » (east) et « ouest » (west), mais à la suite de la consolidation, et lors de la mise en place de la New York City Transit Authority, les directions « nord » (uptown) et « sud » (downtown) utilisées sur le reste du réseau remplacèrent respectivement les anciennes appellations « ouest » et « est ». En conséquence, les services circulant sur la BMT Nassau Street Line en direction de Downtown Brooklyn possédaient deux terminus « sud ». Pour éviter ou tout du moins réduire la confusion, les directions des trains dans la section est furent échangées, et les trains circulant en direction de Jamaica furent dès lors considérés comme allant vers le nord.